# Парламентские выборы в Португалии (2022)
Парламентские выборы в Португалии, (порт. Eleições legislativas portuguesas de 2022) состоялись 30 января 2022 года и принесли уверенную победу Социалистической партии премьер-министра Антониу Кошты. Социалисты получили 41,5 процента голосов и, соответственно, 119 мест в 230-местном однопалатном парламенте — Ассамблее Республики. По итогам выборов Социалистическая партия — во второй раз в современной политической истории Португалии — получила право сформировать правительство большинства (их соперникам, социал-демократам, такая возможность в прошлом выпадала четыре раза).

## Предыстория
Выборы 30 января были внеочередными (срок полномочий парламента истекал в 2023 году), необходимость в их проведении возникла после того, как в конце 2021 г. парламент не смог принять государственный бюджет на следующий 2022 год. Представленный правительством проект бюджета в течение нескольких недель обсуждался в парламенте; в конце концов, преодолеть разногласия не удалось, и Коммунистическая партия и Левый блок отказались поддержать своих социалистических партнеров по коалиции, требуя реформ в системе общественного здравоохранения, более существенного повышения пенсий и увеличения размера минимальной заработной платы, чем заложенные в проекте бюджета.
27 октября 2021 г. в парламенте состоялось голосование по проекту бюджета; социалисты в одиночестве проголосовали «за», депутаты от партии «Люди — животные — природа» (PAN) и два независимых депутата воздержались, но для принятия бюджета этого было недостаточно. Вследствие непреодолимых разногласий в Ассамблее Республики, Президент Марселу Ребелу де Соуза распустил парламент и 4 ноября объявил о проведении досрочных выборов 30 января 2022 года.

## Электоральные ожидания и реальность
Территориально выборы были организованы в 22 избирательных округах: 18 на территории континентальной Португалии, по одному в автономных регионах Мадейра и Азоры и двух экстерриториальных; к одному из них были отнесены все португальские избиратели, проживающие в странах Европы, а к другому — во всех остальных странах мира. Число депутатов, избираемых от избирательных округов, варьируется от 2 (округ Порталегре и оба экстерриториальных округа) до 48 (округ Лиссабон).
Допускалось досрочное голосование за неделю до выборов. Всего для участия в досрочном голосовании зарегистрировалось 315 785 избирателей, из них 285 848 или 91 % проголосовали досрочно 23 января.
Последние несколько десятилетий в Португалии были отмечены последовательным снижением интереса избирателей к участию в голосовании. В 2009, 2011 и 2015 годах в выборах в парламент не участвовали от 40 до 44 процентов зарегистрированных избирателей, а на выборах 2019 г. число избирателей, не использовавших своё право голоса (51,43 %), даже превысило число проголосовавших. Парламентские выборы 30 января 2022 г. обозначили разрыв в этой тенденции: несмотря на ограничения, связанные с пандемией COVID-19, явка на этих выборах оказалась одной из самых высоких — 52,19 % избирателей.

Диаграмма результатов опросов общественного мнения в преддверии парламентских выборов 30 января 2022 г.

Итоги голосования во многом оказались неожиданными — опросы общественного мнения не сулили социалистам большого преимущества, высказывались даже предположения, что две партии могут прийти к финишу в равными шансами на успех. Сам лидер социалистов признался в интервью непосредственно перед началом голосования, что не очень верит в абсолютную победу.
Результаты выборов по 20 избирательным округам (все территориальные) были объявлены на следующий день после выборов, 31 января, после обработки подавляющего большинства бюллетеней. Результаты выборов по экстерриториальным округам стали известны двумя неделями позже, в середине февраля, до этого времени судьба четырёх депутатских мандатов оставалась неопределённой (хотя принципиально соотношение сил в парламенте это изменить уже не могло). Сразу же после поступления в избирательную комиссию бюллетеней зарубежных избирательных участков Социал-демократическая партия поставила под сомнение действительность волеизъявления на том основании, что большая часть бюллетеней не сопровождалась фотокопией удостоверения личности избирателя.
Рассмотрев протест социал-демократов, Национальная комиссия по выборам аннулировала 157 205 голосов — 80 % голосов по «европейскому» избирательному округу и два процента по «не-европейскому». Однако против решения об аннулировании голосов зарубежных избирателей немедленно подали протест четыре других политических партии. По результатам его рассмотрения Конституционный суд Португалии вынес решение о проведении новых выборов в «европейском» избирательном округе. Из-за возникшей правовой коллизии инаугурация нового правительства, изначально намеченная на 23 февраля, была отложена.
| Партия | Партия                                            | Число голосов | % голосов | +/- (% голосов) | Число мандатов | +/- (мандатов) |
| --- | ------------------------------------------------- | ------------- | --------- | --------------- | -------------- | -------------- |
| | Социалистическая партия                           | 2 343 866     | 41.5      | ▲5,2            | 119            | ▲11            |
| | Социал-демократическая партия                     | 1 571 811     | 27.8      | ▲0,1            | 73             | ▼6             |
| | Партия Chega                                      | 410 965       | 7.3       | ▲6,0            | 12             | ▲11            |
| | Либеральная инициатива                            | 275 688       | 4.9       | ▲3,6            | 8              | ▲7             |
| | Левый блок                                        | 249 584       | 4.4       | ▼5,1            | 5              | ▼14            |
| | Коалиция демократического единства (CDU, PCP-PEV) | 242 478       | 4.3       | ▼2,0            | 6              | ▼6             |
| | «Люди — животные — природа» (PAN)                 | 92 582        | 1.6       | ▼1,7            | 1              | ▼3             |
| | Партия Livre                                      | 72 610        | 1.3       | ▲0,2            | 1              | ▬              |
| | Коалиция «Португалия впереди»                     | 50 634        | 0,9       | ▬               | 3              | ▬              |
| | Коалиция Демократический альянс                   | 28 520        | 0,51      | ▬               | 2              | ▬              |
| Источники: Público Архивная копия от 8 февраля 2022 на Wayback Machine; RTP Notícias Архивная копия от 7 февраля 2022 на Wayback Machine |                                                   |               |           |                 |                |                |

## Выборы в условиях пандемии
Парламентские выборы 30 января состоялись на фоне резкого увеличения числа заражений новым коронавирусом, преимущественно штаммом «омикрон». С начала пандемии в десятимиллионной Португалии было выявлено свыше 2,5 млн случаев заражения, почти 20 тыс. пациентов умерло. На объявленную дату голосования почти 10 % населения республики были вынуждены находиться в изоляции вследствие заболевания либо тесного контакта с заболевшим, поэтому вопрос об осуществлении ими своего избирательного права стоял достаточно остро.
Первоначально было официально объявлено, что лица, находящиеся на изоляции, смогут досрочно проголосовать на дому 25 и 26 января, однако это не решало вопрос о голосовании заболевших непосредственно перед датой выборов (о желании проголосовать на дому требовалось сообщить не позже, чем за неделю до даты голосования). За десять дней до выборов министр по делам внутренней администрации Франсишка Ван Дунем и генеральный директор в министерстве здравоохранения Граса Фрейташ сделали совместное заявление о том, что лица, находящиеся на изоляции, смогут проголосовать лично на своих избирательных участках в последний час их работы, с 18:00 до 19:00, чтобы минимизировать их контакт с остальными избирателями.
На следующий день после выборов стало известно, что по результатам рутинного теста у Антониу Кошты было выявлено заражение COVID-19. Несмотря на то, то болезнь протекала бессимптомно, лидер победившей партии был обязан подвергнуть себя семидневной самоизоляции, и даже предложение сформировать новое правительство он получил от президента Марселу Ребелу ди Соузы 2 января в ходе видеоконференции.

## Победители и проигравшие. Новая политическая конфигурация
По итогам выборов их главный бенефициар, левоцентристская Социалистическая партия, не просто упрочила свое положение в Ассамблее Республики — в новой политической конфигурации социалисты смогут обойтись без поддержки других парламентских сил при принятии решений даже по самым важным вопросам. Это должно сказаться как на стабильности правительства, так и последовательности политического и экономического курса страны. У стабильного же правительства, среди прочего, будет больше возможностей успешно администрировать использование финансового пакета в 16,6 млрд евро, выделенных из бюджета ЕС для восстановления португальской экономики после пандемии коронавируса.
Успех партии Chega пусть в ближайшее время и не обещает ей реальных политических рычагов в контролируемом социалистами парламенте, является даже более впечатляющим, чем неожиданный отрыв социалистов от социал-демократов на электоральной финишной прямой. Созданная в 2019 году и тогда же получившая на выборах одно-единственное депутатское кресло в парламенте, Chega менее чем через три года увеличила своё представительство до 12 мандатов и стала третьей по числу депутатов парламентской силой.
По иронии, следствием выборов стало существенное ослабление позиций Левого блока и коммунистов, отказавших социалистам в поддержке при голосовании по проекту бюджета, что и стало непосредственной причиной парламентского кризиса в октябре 2021 г. Самое серьёзное поражение на выборах потерпела партия Социально-демократический центр — Народная партия (CDS-PP). В парламенте прошлого созыва у неё было 5 депутатских мандатов, по итогам же нынешних выборов она набрала лишь 1,6 % голосов и впервые за 47 лет лишилась парламентского представительства. Лидер партии Франсишку Родригеш душ Сантуш объявил о своей отставке.